# 2000 CY101
2000 CY101 är en asteroid i huvudbältet som upptäcktes den 12 februari 2000 av den tyske amatörastronomen Wolf Bickel vid Bergisch Gladbach observatoriet.
Asteroiden har en diameter på ungefär 14 kilometer.